# Fluoreto de molibdênio(V)
Fluoreto de molibdênio(V) é um composto inorgânico de fórmula química MoF5.